# Federal Aviation Administration
Pour les articles homonymes, voir FAA.
La Federal Aviation Administration (FAA) est une agence gouvernementale chargée des réglementations et des contrôles concernant l'aviation civile aux États-Unis. Elle dépend du département des Transports des États-Unis. Ses pouvoirs comprennent la gestion du trafic aérien, la certification du personnel et des aéronefs, l'établissement de normes pour les aéroports et la protection des actifs américains lors du lancement ou de la rentrée des véhicules spatiaux commerciaux. Les pouvoirs sur les eaux internationales voisines ont été délégués à la FAA par l'autorité de l'Organisation de l'aviation civile internationale .
Créée en août 1958, la FAA a remplacé l'ancienne Civil Aeronautics Administration (CAA) et est devenue plus tard une agence au sein du département américain des Transports.

## Activités
Avec l'Agence européenne de la sécurité aérienne (AESA), la FAA est l'une des deux principales agences mondiales qui est habilitée à certifier les nouveaux avions, les équipements et les formations des pilotes de l'aviation civile.
Elle fut créée en 1958 à partir d'organismes préexistant depuis 1926.
Au niveau du contrôle aérien, elle établit en particulier les réglementations qui gèrent la coexistence entre le trafic civil et le trafic militaire.
Elle tient à jour les données concernant la sécurité des aéroports, le suivi de la sécurité des avions et des exploitants, les incidents et accidents aériens qui doivent faire l'objet de rapports publics publiés par le Conseil National de la Sécurité des Transports (National Transportation Safety Board, NTSB). Elle publie régulièrement les NOTAM (Notices to Airmen) qui informent au niveau mondial les pilotes des conditions de vol et d'évènements susceptibles de nuire à la sécurité.
Par les informations publiées, on peut en déduire la liste noire américaine.

## Organisations
La FAA exploite cinq « branches d'activité » (LOB). Leurs fonctions sont :
- Organisation de la circulation aérienne (ATO, Air Traffic Organization) : fournit un service de navigation aérienne au sein du système national de l'espace aérien. Dans l'ATO, les employés exploitent des installations de contrôle de la circulation aérienne comprenant les tours de contrôle de la circulation aéroportuaire (ATCT), les installations de contrôle d'approche radar terminal (TRACON) et les centres de contrôle de la circulation aérienne (ARTCC)[3].
- Sécurité aérienne (AVS, Aviation Safety) : responsable de la certification aéronautique du personnel et des aéronefs, y compris les pilotes, les compagnies aériennes et les mécaniciens[4]. (voir les Federal Aviation Regulations ou FAR)
- Aéroports (ARP, Airports) : planifie et développe le système aéroportuaire national, supervise les normes de sécurité, d'inspection, de conception, de construction et d'exploitation des aéroports. Le bureau accorde 3,5 milliards de dollars par an en subventions pour la planification et le développement des aéroports[5].
- Bureau du transport spatial commercial (AST, Office of Commercial Space Transportation) : assure la protection des actifs américains lors du lancement ou de la rentrée des véhicules spatiaux commerciaux[6].
- Sécurité et sécurité des matières dangereuses (ASH, Security and Hazardous Materials Safety) : responsable de la réduction des risques de terrorisme et d'autres crimes et des enquêtes, de la sécurité des matériaux, de la protection des infrastructures et de la sécurité du personnel[7].

## Opérations régions et centres aéronautiques

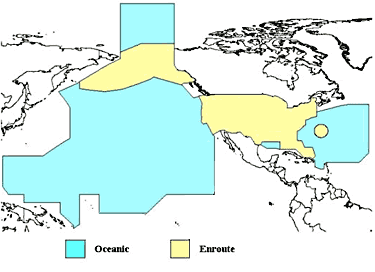
La FAA fournit des services de contrôle du trafic aérien sur le territoire des États-Unis et sur les eaux internationales où elle a été déléguée par l'Organisation de l'aviation civile internationale. Les régions en jaunes sont celles où les États-Unis fournissent des services ATC en route sur ce qui est principalement un territoire terrestre, à l'exclusion d'Hawaï et de certains territoires insulaires, mais comprenant la majeure partie de la mer de Béring ainsi que les Bermudes et les Bahamas (pays souverains, où la FAA fournit l'ATC à haute altitude). Les régions en bleues sont celles où les États-Unis fournissent des services ATC océaniques au-dessus des eaux internationales (Hawaï, certains territoires insulaires américains et certains petits pays/territoires insulaires étrangers sont inclus dans cette région).

La FAA a son siège à Washington, DC  et exploite également le centre technique William J. Hughes à Atlantic City, pour le soutien et la recherche, et le Mike Monroney Aeronautical Center à Oklahoma City, pour la formation. La FAA compte neuf bureaux administratifs régionaux :
- Région de l'Alaska – Anchorage, Alaska
- Montagne du Nord-Ouest – Seattle, Washington
- Pacifique Ouest – Los Angeles, Californie
- Sud-ouest – Fort Worth, Texas
- Central – Kansas City, Missouri
- Grands Lacs – Chicago, Illinois
- Sud – Atlanta, Géorgie
- Est – New York, New York
- Nouvelle-Angleterre – Boston, Massachusetts

## Contrôle
Les activités de la FAA (sauf pour ce qui relèverait de La Défense nationale) sont programmées et contrôlées sous l'égide du Comité des sciences, de l'espace et des technologies de la Chambre des représentants des États-Unis.

## Historique
La Federal Aviation Agency est née du vote d'une législation de l'utilisation de l'espace, devenue nécessaire après une série de collisions entre aéronefs, le Federal Aviation Act, en 1958. Elle fut donc chargée d'établir les règles de sécurité aérienne ainsi qu'un système de navigation et de contrôle aériens commun aux civils et militaires.
En 1967, son nom fut modifié en Federal Aviation Administration, comme agence du Department of Transportation (DOT). L'épidémie de détournements des années 1960 l'impliqua dans le domaine de la sécurité des vols civils. C'est dans ce cadre qu'elle avait, en 1963, autorisé les pilotes à disposer en cabine d'armes à feu, ce afin de contrecarrer les menaces de détournement d'avions en relation, à l'époque, avec la crise de Cuba, à la condition que les pilotes suivent une formation à l'usage des armes approuvée par l'Agence. Cette liberté ne fut pas utilisée pour la raison qu'aucune compagnie aérienne ne fit de demande pour former ses pilotes. En juillet 2001, la FAA supprima cette autorisation sans fournir de justification. Elle refusa de répondre aux pilotes qui en demandèrent la raison.
Elle reçut en 1968 le pouvoir d'établir les références de niveau de bruit des aéronefs et, en 1970, la charge de l'administration du programme subventionnant les créations d'aéroports ainsi que des responsabilités dans la sécurité des aéroports. Elle travailla en 1979 avec les compagnies principales aériennes à la définition des espaces subissant une pollution sonore du fait des vols. Elle fut impliquée en 1995 dans la supervision de la sécurité du transport spatial non militaire. C'est à ces titres que la FAA prit la décision de mettre au sol tous les vols en cours après les attentats du 11 septembre 2001 sur le sol américain.

## Liste des administrateurs de la FAA
- Elwood R. Quesada (1958-1961)
- Najeeb Halaby (1961-1965)
- William F. McKee (1965-1968)
- John H. Schaffer (1969-1973)
- Alexander Butterfield (1973-1975)
- John L. McLucas (1975-1977)
- Langhorne M. Bond (1977-1981)
- J. Lynn Helms (1981-1984)
- Donald D. Engen (1984-1987)
- T. Allen McArtor (1987-1989)
- James B. Busey (1989-1991)
- Thomas C. Richards (1992-1993)
- David R. Hinson (1993-1996)
- Jane Garvey (1997-2002)
- Marion Blakey (12 septembre 2002 – 13 septembre 2007)
- Robert Sturgell (14 septembre 2007 – 15 janvier 2009) (intérim)
- Lynne Osmus (16 janvier 2009 – 31 mai 2009) (intérim)
- Randy Babbitt (1er juin 2009 – 6 décembre 2011)
- Michael Huerta (7 décembre 2011 – 6 janvier 2018)
- Daniel Elwell (6 janvier 2018 – 12 août 2019) (intérim)
- Stephen Dickson (depuis le 12 août 2019)

## Critique

### Système de transport aérien de nouvelle génération
Une lettre de mai 2017 du personnel du Comité des transports et de l'infrastructure de la Chambre des représentants des États-Unis aux membres du même comité, envoyée avant une réunion pour discuter de la privatisation du contrôle du trafic aérien, faisait état d'un héritage de 35 ans d'échec de la gestion de la modernisation du contrôle du trafic aérien, y compris NextGen. La lettre indiquait que la FAA avait initialement décrit NextGen comme une transformation fondamentale de la gestion du trafic aérien. En 2015, cependant, le Conseil national de recherches a noté que NextGen, tel qu'il est actuellement exécuté, n'était pas largement transformationnel et qu'il s'agissait d'un ensemble de programmes visant à mettre en œuvre une série de modifications progressives du système national de l'espace aérien (NAS),.
Une PBN plus précise peut réduire la consommation de carburant, les émissions et l'exposition au bruit pour une majorité de communautés, mais la concentration des pistes de vol peut également augmenter l'exposition au bruit pour les personnes qui vivent directement sous ces trajectoires de vol,. Une caractéristique du programme NextGen est les waypoints basés sur GPS, qui se traduisent par des trajectoires de vol consolidées pour les avions. Le résultat de ce changement est que de nombreuses localités connaissent d'énormes augmentations du trafic aérien par rapport à des zones auparavant calmes. Les plaintes ont augmenté avec le trafic supplémentaire et plusieurs municipalités ont porté plainte.

### Controverse sur le Boeing 737 MAX
À la suite du crash du vol Ethiopian Airlines 302, le 10 mars 2019 et du crash du vol Lion Air 610 cinq mois plus tôt, la plupart des compagnies aériennes et des pays ont commencé à immobiliser le Boeing 737 MAX 8 (et dans de nombreux cas toutes les variantes MAX) en raison de problèmes de sécurité, mais la FAA a refusé d'immobiliser temporairement des Boeing 737 Max 8 opérant aux États-Unis. Le 12 mars, la FAA a déclaré que son examen en cours n'avait révélé "aucun problème de performance systémique et ne fournissait aucune base pour ordonner l'immobilisation de l'avion". Certains sénateurs américains ont appelé la FAA à immobiliser l'avion jusqu'à ce qu'une enquête sur la cause de l'accident d'Ethiopian Airlines soit terminée. La secrétaire américaine aux Transports, Elaine Chao a déclaré que « si la FAA identifie un problème qui affecte la sécurité, le département prendra des mesures immédiates et appropriées ». Le 13 mars, le président Donald Trump a annoncé que tous les Boeing 737 Max sur le territoire américain seraient immobilisés, et la FAA a publié l'ordre officiel, citant de nouvelles preuves de similitude entre les deux accidents. Trois grandes compagnies aériennes américaines : Southwest Airlines, United Airlines et American Airlines ont été affectées par cette décision.